# Antoine Gruyer
Antoine Gruyer (Saint-Germain (Haute-Saône), 14 maart 1774 - Straatsburg, 27 augustus 1822) was een Frans generaal tijdens de revolutionaire en napoleontische oorlogen.

## Levensloop
Hij was een zoon van hoefsmid Jean Henry Gruyer en Thérèse Chotard. In augustus 1792 nam hij dienst in een bataljon vrijwilligers. Hij raakte gewond tijdens de Slag bij Fleurus (1794) en nam deel aan de Italiaanse Veldtocht van 1796-1797. Hij raakte opnieuw gewond tijdens de Slag bij Austerlitz (1805) en vocht tijdens de campagnes in Pruisen en Polen. In maart 1808 werd hij benoemd in de staf van prins Camille Borghèse. In februari 1813 werd Gruyer bevorderd tot generaal. Hij vocht in de slagen bij Dennewitz en Dessau. In januari 1814 was hij in Parijs toen hij het bevel kreeg de bruggen over de Saône bij Vesoul te verdedigen tegen het oprukkende leger van de zesde coalitie. Tijdens gevechten tegen een Russisch leger bij Méry-sur-Seine werd hij zwaargewond.
Tijdens de Restauratie onder koning Lodewijk XVIII werd Gruyer aangesteld als militair commandant van Haute-Saône. Samen met maarschalk Ney schaarde hij zich achter Napoleon toen die terugkeerde van zijn ballingschap op het eiland Elba. Na de nederlaag van Napoleon werd Gruyer op 30 december 1815 gearresteerd. Hij werd vanuit Lure afgevoerd naar Straatsburg waar hij op 27 mei 1816 door een krijgsraad ter dood werd veroordeeld. Deze straf werd door de koning omgezet in een gevangenisstraf van twintig jaar. In 1818 verleende de koning hem gratie en ook de verbeurdverklaring van zijn eigendommen werd ongedaan gemaakt. Hij vestigde zich met zijn familie in Straatsburg waar hij in 1822 overleed, waarschijnlijk aan een uitgezaaide kanker.

## Eerbewijzen
In 1805 werd hij benoemd tot officier in het Legioen van Eer. In 1813 werd hij commandeur in het Legioen van Eer en kreeg hij de titel van baron.

## Bron
- (fr) La fidélité du général Gruyer, avril 1815. Les expositions dossiers des Archives départementales de la Haute-Saône, 9. Conseil général de la Haute-Saône. Geraadpleegd op 21 juni 2025.

- Base Léonore: LH//1213/18